# Адеодат I
Адеодат I (лат. Adeodatus PP. I), известен также как Деодат I или Деусдедит (Девсдедит) (?, Рим — 8 ноября 618) — папа римский с 19 октября 615 года по 8 ноября 618 года. Святой католической церкви.

## Биография
Адеодат родился в Риме в семье иподиакона по имени Стефан.
Он был священником в течение сорока лет и стал первым со времен Иоанна II (533—535) не-монахом на троне Святого Петра. Адеодат был поддержан на выборах группой диаконов, которые выступали против промонашеской политики пап Григория I (590—604) и Бонифация IV (608—615). В Liber Pontificalis отмечено, что Адеодат «…был очень любим духовенством…» и что «…он предпочитал продвигать церковных чиновников, а не монахов».
Адеодат ввёл в употребление папские буллы, названные так по приложенной свинцовой печатке. О трёх годах его понтификата известно только, что в Риме в это время произошли землетрясение, эпидемия чесотки и бунт византийских войск, недовольных отсутствием жалования. В результате бунта были убиты экзарх Иоанн I Лемигий и другие правительственные чиновники из Равенны. Адеодат остался верен императору Ираклию во время восстания и оказал тёплый приём новому экзарху Элефтерию, когда тот посетил Рим по пути в Равенну, чтобы подавить восстание. Вскоре Элефтерий сам поднял восстание против византийского владычества, но во время похода на Рим он был убит собственными солдатами.
Адеодат пользовался большим почитанием за поддержку народа во время землетрясения и эпидемии. Эпитафия Адеодату I, составленная Гонорием I, описывает его как человека простого, благочестивого и мудрого. Лежа на смертном одре, он объявил, что дарует духовенству всё своё имущество и распорядился выплатить каждому участнику его будущих похорон годовое жалование в качестве подарка. Адеодат умер 8 ноября 618 года от чесотки и был похоронен в базилике Святого Петра в Ватикане.
Почитается как святой, день памяти у католиков — 8 ноября.